# 김근육 시리즈
김근육 시리즈는 유튜버 Wall Su가 제작한 게리 모드 애니메이션 시리즈이다. 하프라이프 캐릭터들이 대부분 야인시대 캐릭터들의 목소리로 대화하는 것으로 유명하다.

## 등장인물

### 주연
- 김근육: 주인공. 재수생으로 2025년 기준으로 15수이다. 이에 따른 스트레스로 탈모증에 걸려있다. 책상 기업에 낙하산 인사로 들어왔다. 모델링은 하프라이프 2의 아이작 클라이너, 목소리는 배우 김영철(야인시대 김두한/태조왕건 궁예)이다.

- 눈물의 요정: 김근육과 같은 학교를 나왔다. 부자 관계로 묘사되며 눈1물의 요정이 태어나고 같은 해 낳았는지 동창이며, 같이 결혼까지 하였다. 모델링은 하프라이프 2의 G맨, 목소리는 배우 김영인(야인시대 심영)과 나 사나이다(야인시대 OST)의 가수 이혁준이다. 다만 가수 이혁준으로의 대사는 '다'로만 나온다.

- 탈모탄 조: 김근육과 눈물의 요정의 친구. 큰돈을 벌 것이라는 욕망에 사로잡혀있다. Emza headbutt라는 이름의 자동차를 가지고 있다. 직업은 음식집 사장이자 카레이서였으나, 이후 대통령에 취임하였다. 모델링은 하프라이프 2의 일라이 밴스이다. 목소리는 배우 김학철(야인시대 조병옥)이다.

- 수박아재: 김근육의 아버지. 김근육이 다니는 책상 기업의 사장이다. 수박에 집착하며, 수박을 먹거나, 수박의 반대말인 박수를 하면 수박을 던져 복수한다. 모델링은 하프라이프 2의 그리고리 신부이다. 목소리는 배우 최동준(야인시대 김좌진)이다.

- 촉촉이: 시리즈 내 가장 나이가 어린 촉법소년. 직업은 교사로 김근육이 재학 중인 학교의 교사이다. 모델링은 하프라이프 2의 Male_Cheaple이다. 목소리는 구글번역기 이탈리아어다.

- 장개방: 탈모탄 조의 업계 라이벌. 그러나 장개방의 햄버거 집이 자주 등장하는 것으로 보아 장개방의 가게의 매출이 더 좋은 듯하다. 모델링은 하프라이프 2의 반시민군 의무병이다. 목소리는 빅맥송이다.

### 조연
- 김븅신: 악성 초등학생. 촉촉이와 함께 악행을 저지르고 다닌다. 목소리는 크라이시스 북한군 병사1이다.
- 나여캐: 촉촉이의 연인. 촉촉이와 함께 악행을 저지르고 다닌다. 모델링은 하프라이프 2의 주디스 모스맨이다. 목소리는 이름 불명의 배우(야인시대 문예봉), 성우 정미숙(단비 역/비명 한정)이다.
- 강력한: 시리즈 내 최연장자. 자신의 세대가 늘 옳다고 믿으며 자신과 다른 생각을 가진 자에게 시비를 건다. 모델링은 하프라이프 2의 어니 매그너슨이다. 목소리는 배우 권성덕(야인시대 이승만)이다.
- 빈약한: 강력한의 친구. 힘이 약해 늘 사망한다. 목소리는 배우 홍륜의(야인시대 박용직)이다.
- 시빌미터: 기자. 그나마 정상적인 인물이며 사건의 내용을 알기 위해 취재하는 모습을 보인다. 목소리는 11미터 모형탑 훈련 이한석 기자이다.
- 빵물: 엠자상어/죠su,엠자사우루스,소근육,공룡근육,공룡의 요정,모기의 요정이 있다. 다른 빵물도 많다.
- 육군아미타이거: 군인 호랑이 캐릭터. 이름의 유래는 군가 '육군, 우리 육군'의 가사 중 하나이다. 모델링은 호국이다. 목소리는 군가 '육군, 우리 육군'의 보컬이다.
- 미미: 당연히 월수가 만든 것이 아니고 회사 미미월드의 그 미미이다. 목소리는 소스 불명의 TTS. 제품은 '설레는 해외여행'이다.
- 오야동: 야동을 보는 가공의 신이다. 모델링은 갓 오브 워 시리즈의 크레토스, 목소리는 'To telos arhizi' 노래이다.

## 등장 탈것
- Emza Headbutt: 탈모탄 조가 운전하는 자동차이며, 모델링은 원작인 하프라이프의 버려진 차량이다. 원작처럼 베이스 차량은 가즈 볼가.

- 머슬카 97: 김근육의 전신이 자동차화된 모습이다. 눈물의 요정이 운전을 담당한다. 머슬카 97 2탄에서는 탈모탄 조에게 패배하자 눈물의 요정이랑 바뀐다.

- 티어플리카 97: 이름의 유래는 눈물의 Tear와 레플리카(Replica)의 합성어이다. 눈물의 요정의 전신이 이륜차화된 모습으로, 머슬카 97 2탄에서 탈모탄 조에게 패배한 김근육이 눈물의 요정과 자리를 바꾼 것이다. 김근육이 운전을 담당한다. 그러나 탈모탄 조의 엠자 헤드버트와 함께 다이너마이트와 충돌하여 완파된다.

- 근육스 기관차: 김근육의 얼굴이 달린 기차이다.(참고로 머슬카97 VS 근육스기관차 에피소드에서 밝혀진 정체로는 거대한 머리에 작은 몸이 있는 인간이다.) 눈물의 요정의 달리라는 명령으로 초고속 질주하거나, 탈모탄 조를 출산하기도 하였다. 모델링은 하프라이프 원작의 열차이다. 모티브는 토마스와 친구들.

- 비행기근육: 몸이 비행기화된 김근육의 모습이다. 비행 중 탈모탄 조가 자신의 스마트폰에 비행기 모드를 비활성화하는 바람에 발작을 일으켜 추락한다.(참고로 추락할 때 자세히 보면 얼굴이 보이지 않는다.)

## 비판/논란

### 무개념 팬층
김근육 시리즈들의 캐릭터들이 각각 야인시대 등장인물의 음성과 하프라이프 시리즈의 캐릭터들의 모델링을 사용하는데, 이에 김근육 시리즈의 극성팬들이 원작에서 무분별하게 김근육 시리즈를 언급하는 문제가 일어났다. Wall Su는 이러한 행동을 자제해 달라는 영상과 게시물을 올렸지만, 이후 자신을 따라 하는 채널을 모은 영상을 올려 친목질 문제를 일으키거나 케인의 패러디 영상을 올려 월수의 무개념 팬들이 유입되는 등 미숙한 대처로 비판받고 있다.

### 매너리즘 문제 및 사이버 렉카화
당시 화제가 되었던 사건들을 영상화시키는 회차를 계속해서 만드는 등의 행위를 지속해서 해왔으며, 이런 회차들의 내용도 모두 같았다. 또한 이에 정점을 찍던 시기인 2021년 시기에는 한 네임드 유저가 계속되는 패턴만 반복된다며 과거의 초심으로 돌아가 달라고 하기도 하였다.

## 같이 보기
- 심영물
- 하프 라이프
- 게리 모드
- 매드무비
- UCC
- 야인시대